# You In-tak
You In-tak (em coreano: 유인탁; Hanja: 柳寅卓; RR:  Yu In-tak; Gimje, 10 de janeiro de 1958) é um lutador de estilo-livre sul-coreano, campeão olímpico.

## Carreira
In-tak chamou a atenção pela primeira vez na Universíada de Verão de 1981 em Bucareste, onde ganhou a medalha de prata na luta livre até 68 kg ao perder para o futuro bicampeão mundial Raúl Cascaret de Cuba na última partida. Anos depois, nos Jogos Olímpicos de Verão de 1984 em Los Angeles conquistou a medalha de ouro na mesma modalidade. Mais tarde, voltou a treinar, mas abandonou o esporte em 1999 e desde então é proprietário de um restaurante.